# Nouvelle Ville d'Angoulême
La Nouvelle Ville d’Angoulême est un micro-quartier du 11e arrondissement de Paris.

## Situation et accès
Il est compris dans le quartier administratif de la Folie-Méricourt compris entre les rues du Faubourg-du-Temple, de la Folie-Méricourt, Oberkampf et Amelot.
Le quartier est desservi par les lignes de métro 5 et 9 à la station Oberkampf et 8 à la station Filles du Calvaire.

## Historique
Les terrains qui s’étendaient à l’extérieur de l’ancienne enceinte de Charles V démantelée en 1670 et aménagée en boulevards à partir de la fin du XVIIe siècle entre la rue du Faubourg-du-Temple au nord et la rue de Ménilmontant (actuelle rue Oberkampf) au sud, jusqu’à la rue de la Folie-Méricourt à l'est, étaient la propriété de la maison du Temple.
Ce quadrilatère faisait partie de la zone marécageuse environnant l’ancien cours de la Seine qui formait jusqu’à l’époque du Néolithique un large méandre, de la Bastille au pont de l’Alma, par le nord des grands boulevards. Ces terrains asséchés et mis en culture au Moyen Âge étaient dans les années 1770 des jardins potagers et aussi des quartiers en voie d’urbanisation, particulièrement au nord du marais du Temple autour des faubourgs Saint-Denis et Saint-Martin, à l'est autour du faubourg Saint-Antoine.

Le Marais du Temple
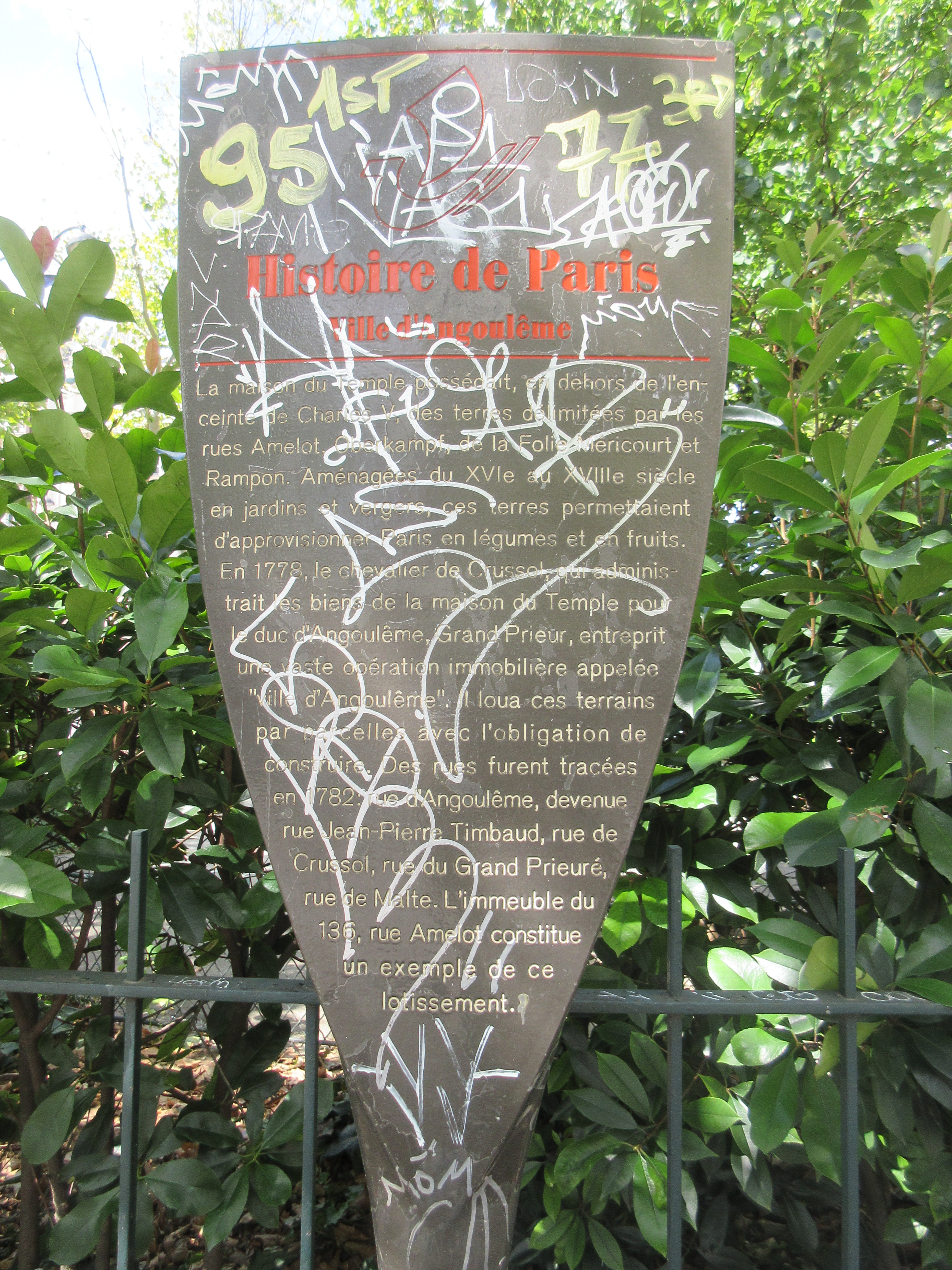
Panneau Histoire de Paris « Ville d'Angoulême »
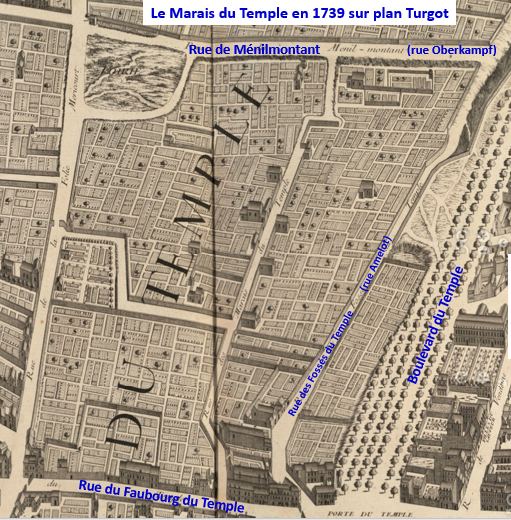
Marais du Temple en 1738.
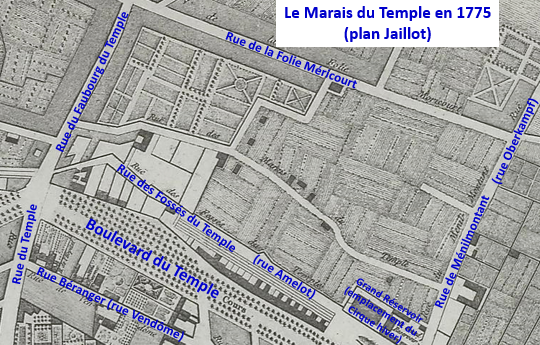
Marais du Temple, plan de Jaillot de 1775.

En 1777, le chevalier de Crussol, administrateur des biens du Temple pour le grand prieur duc d’Angoulême, fils aîné du futur roi Charles X, à cette date encore enfant (né en 1775), prit l’initiative de lotir cet espace maraicher qui n’était parcouru que par la ruelle des Marais, étroite et sinueuse, et un embranchement de ce chemin. Ce périmètre comprenait le terrain du grand réservoir construit en 1740 pour le nettoyage du grand égout. Ce réservoir de 6 000 m3, à l’emplacement de l’actuel Cirque d’hiver, fut abandonné en 1779 et détruit en 1780. Après d’autres projets ambitieux, François-Victor Perrard de Montreuil, architecte du Temple, proposa d’ouvrir dans la direction nord-sud la rue de Malte, qui correspond à la ruelle des Marais élargie et régularisée et la rue du Grand-Prieuré parallèle, deux rues perpendiculaires est-ouest, rue de la Tour, actuelle rue Rampon et rue d’Angoulême, actuelle rue Jean-Pierre-Timbaud avec un marché et une fontaine sur une place au centre. Des parcelles, pour la plupart petites, de 1 à 15 ares, étaient proposées à la location par baux de 99 ans avec obligation de construire.
L’ouverture des quatre rues fut autorisée par lettres patentes du 13 octobre 1781. Le projet fut revu à la baisse en 1783 avec abandon de la place centrale et de la partie ouest de la rue de Malte entre la rue de la Tour (rue Rampon) et la rue du Faubourg-du-Temple qui resta une ruelle sinueuse. Le lotissement se construisit lentement. En 1789, le nivellement et le pavage des rues n’étaient pas terminés et seules cinq parcelles étaient construites, celle à l’angle des rues Amelot et Jean-Pierre-Timbaud avec l’hôtel Dumonçais et les deux immeubles adjacents, celle à l’angle de la rue Amelot et de la rue de Crussol où l’on voit l’ancienne inscription de la rue et celle à l’angle de la rue Rampon et de la rue Amelot.
À cette date, seules les parcelles de la partie ouest entre la rue de Malte et la rue des Fossés du Temple, actuelle rue Amelot, avaient trouvé preneurs, les acquéreurs étant pour la plupart de condition relativement modeste, artisans, marchands de bois, de vin, les personnes aisées étant moins nombreuses.

Projets de lotissement
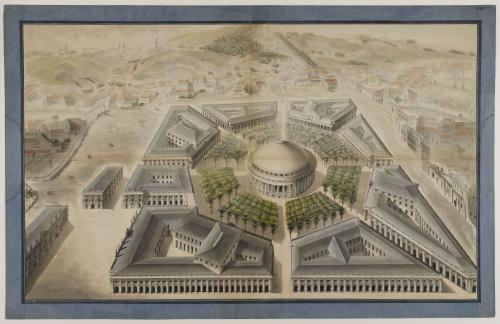
Projet de foire dans les marais du Temple.
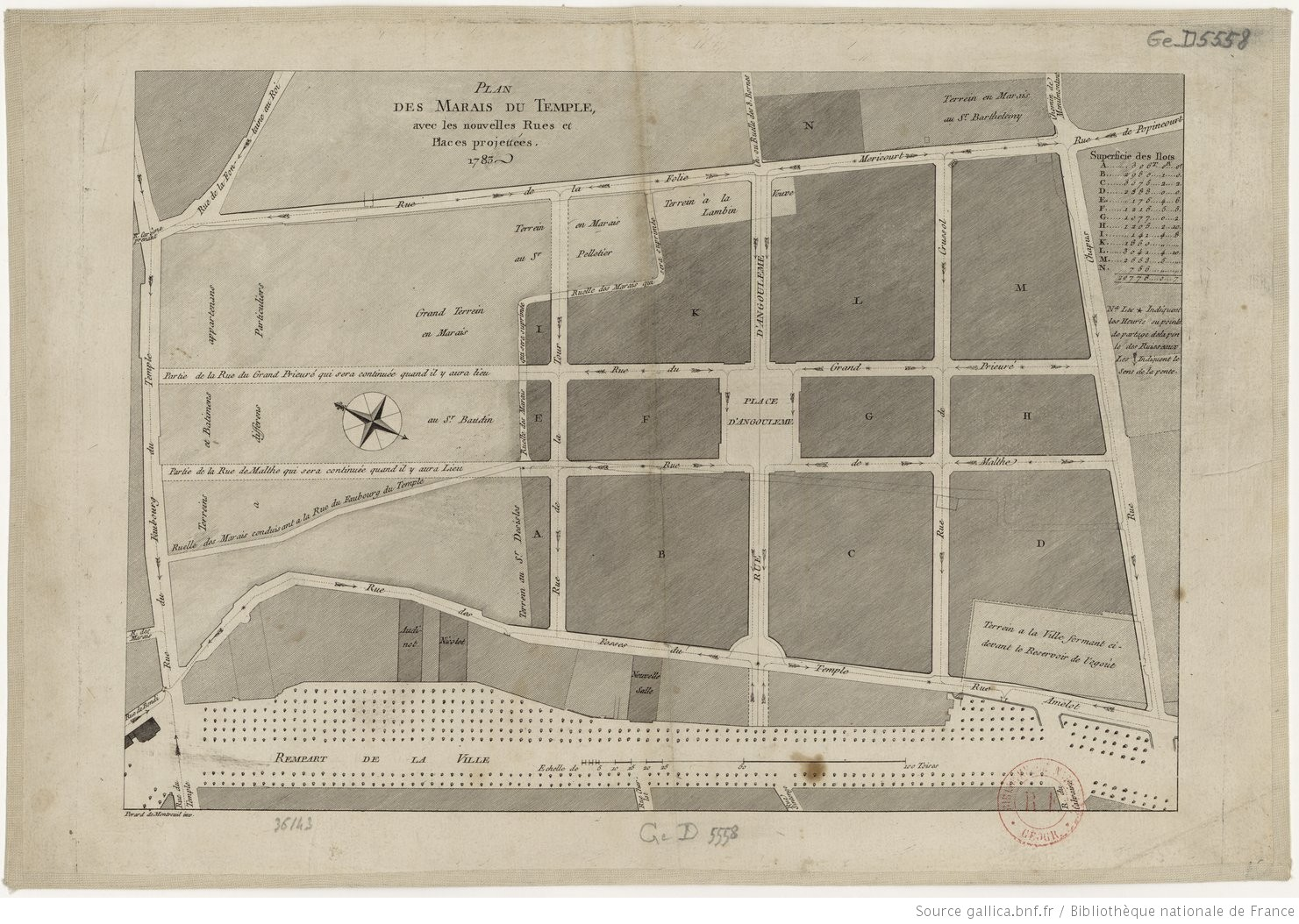
Plan du projet de 1783 de lotissement des marais du Temple.

Premiers immeubles
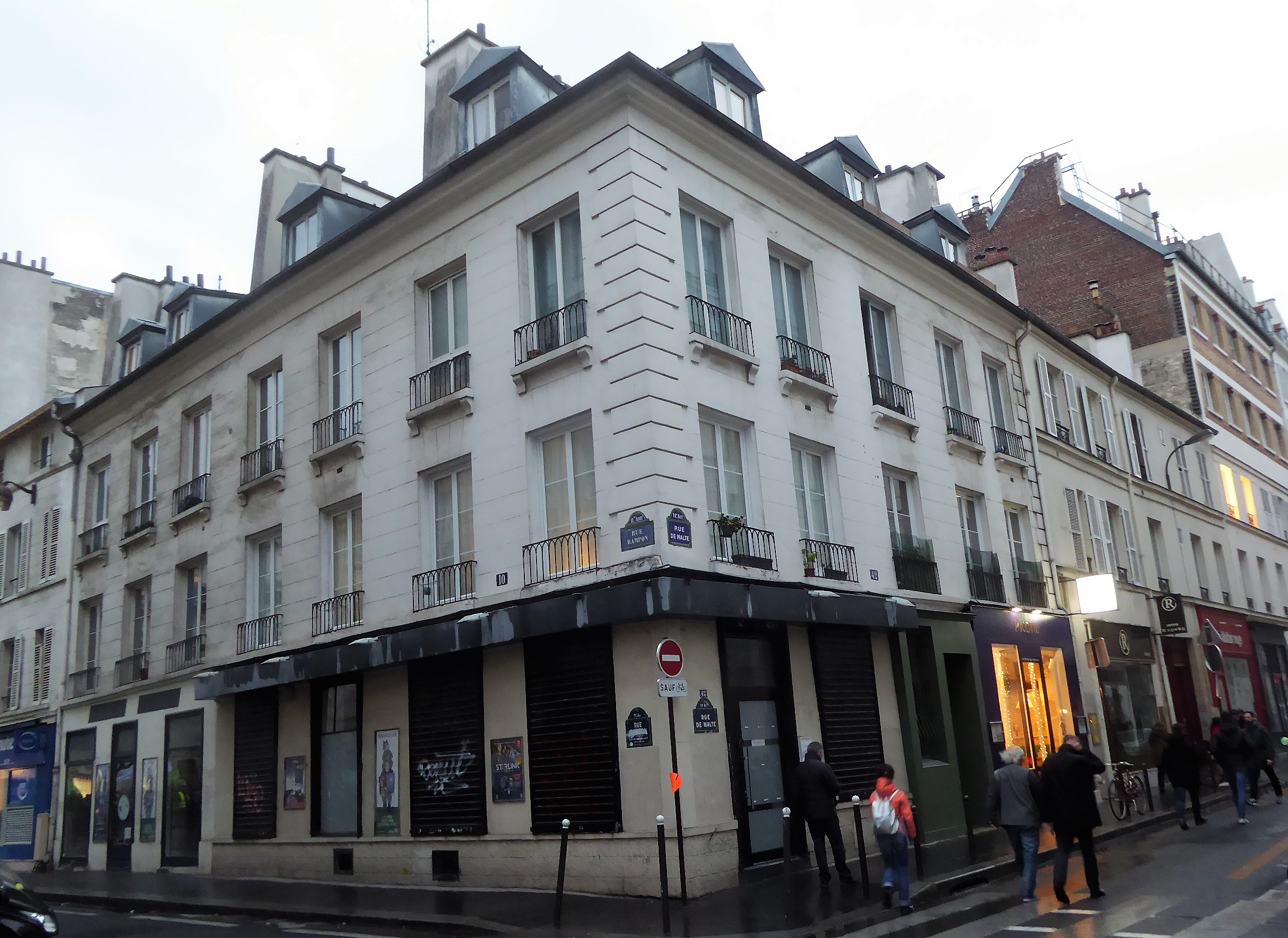
Rue Rampon et rue de Malte.
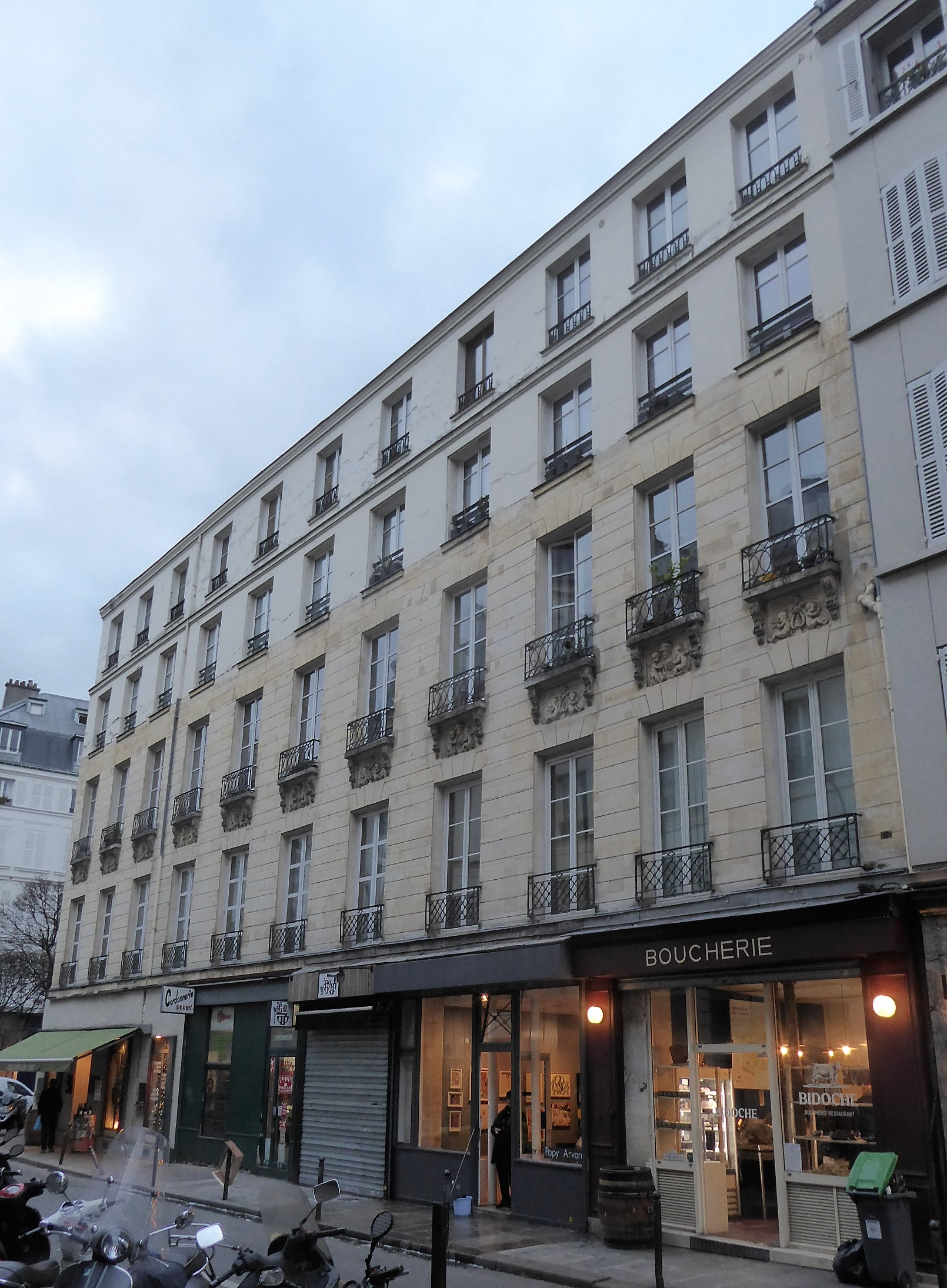
Rue Jean-Pierre-Timbaud, angle rue Amelot, immeuble de 1778.
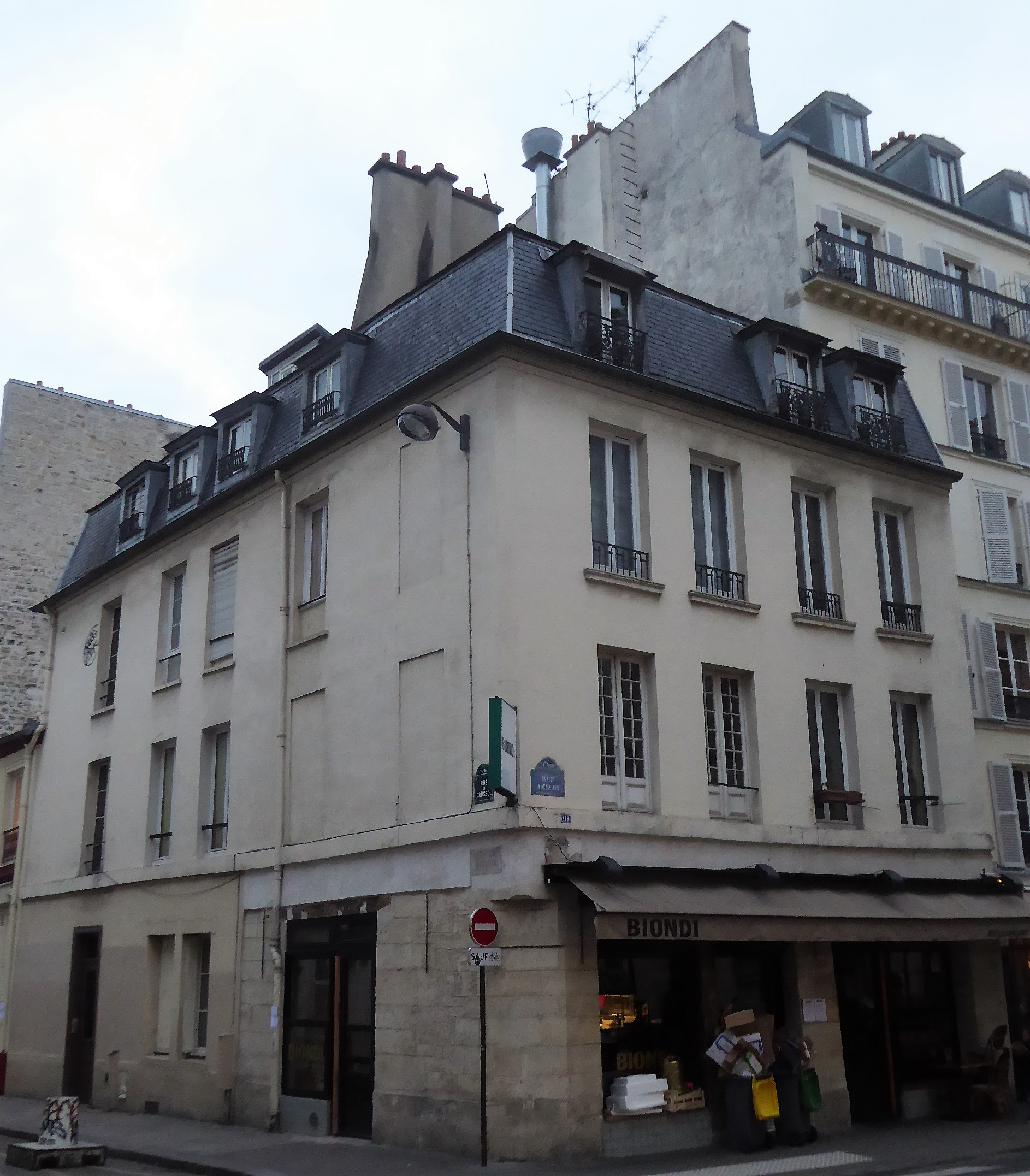
Rue de Crussol, angle rue Amelot, maison avant 1789.

Jusqu’aux années 1820, il restait encore des espaces vides à l’intérieur des ilots de la partie ouest, la partie est du lotissement entre la rue de Malte et la rue de la Folie-Méricourt était peu construite. Le quartier se densifie à l’ouverture du canal Saint-Martin en 1826 qui le traverse à l’est.
De nombreuses constructions datent des années suivantes, avec la création du passage du Jeu-de-Boules en 1826, de la cité de Crussol en 1827, l’édification autour de 1830 d’immeubles sur les quais, actuellement boulevard Jules-Ferry et boulevard Richard-Lenoir de la rue Oberkampf à la rue Rampon.

Immeubles des années 1826-1840
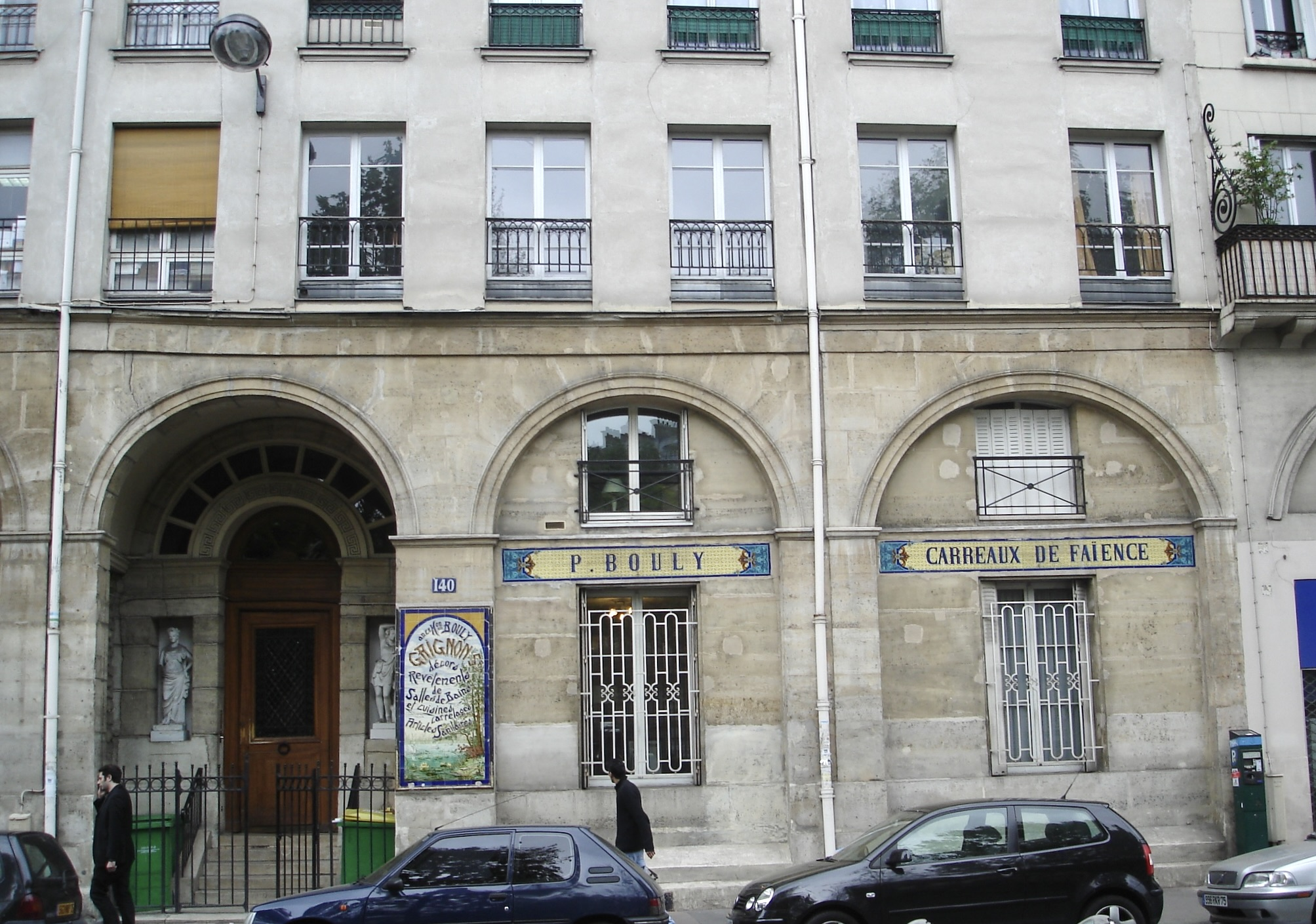
140, boulevard Richard-Lenoir.
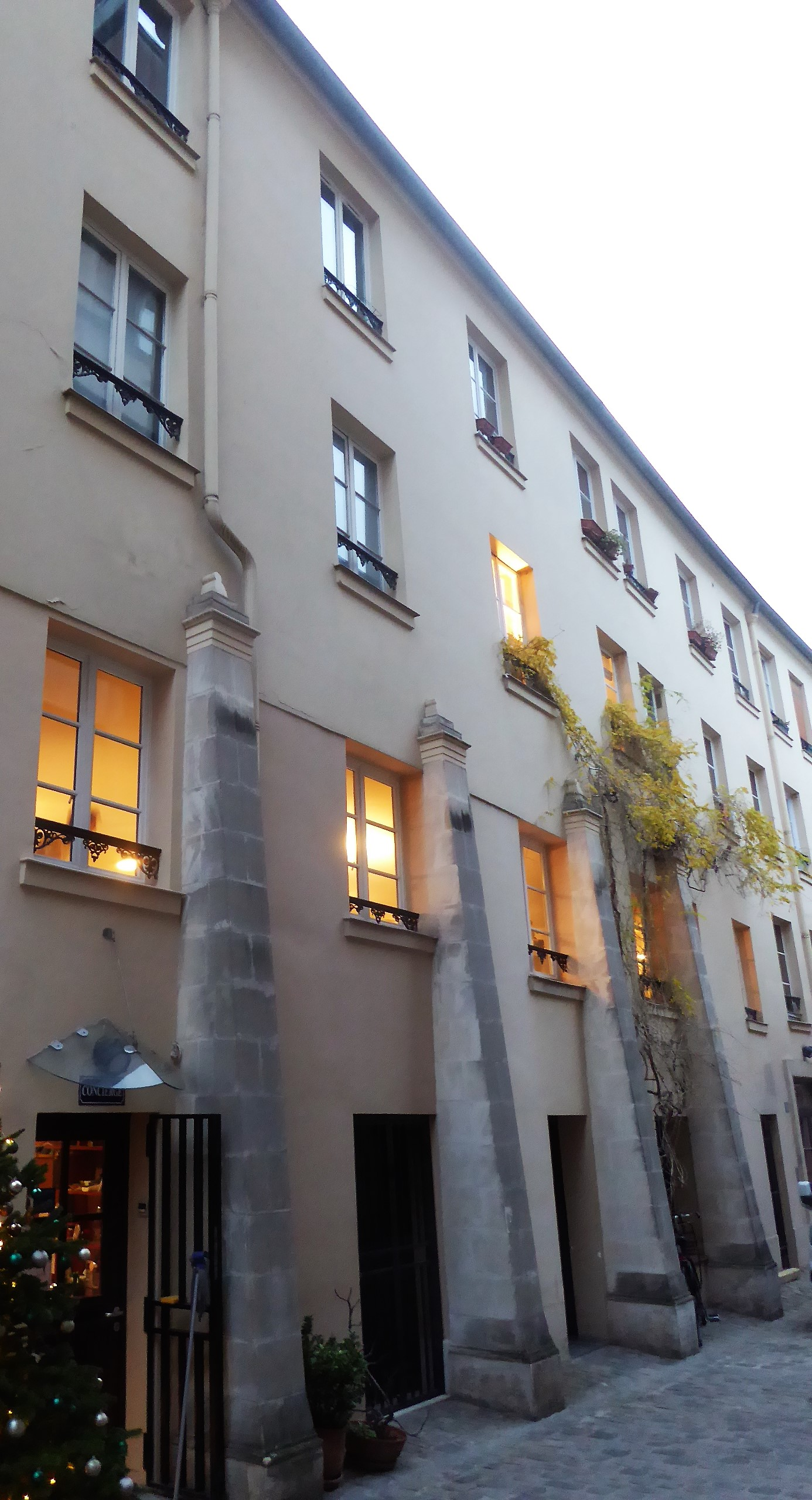
Cité de Crussol.
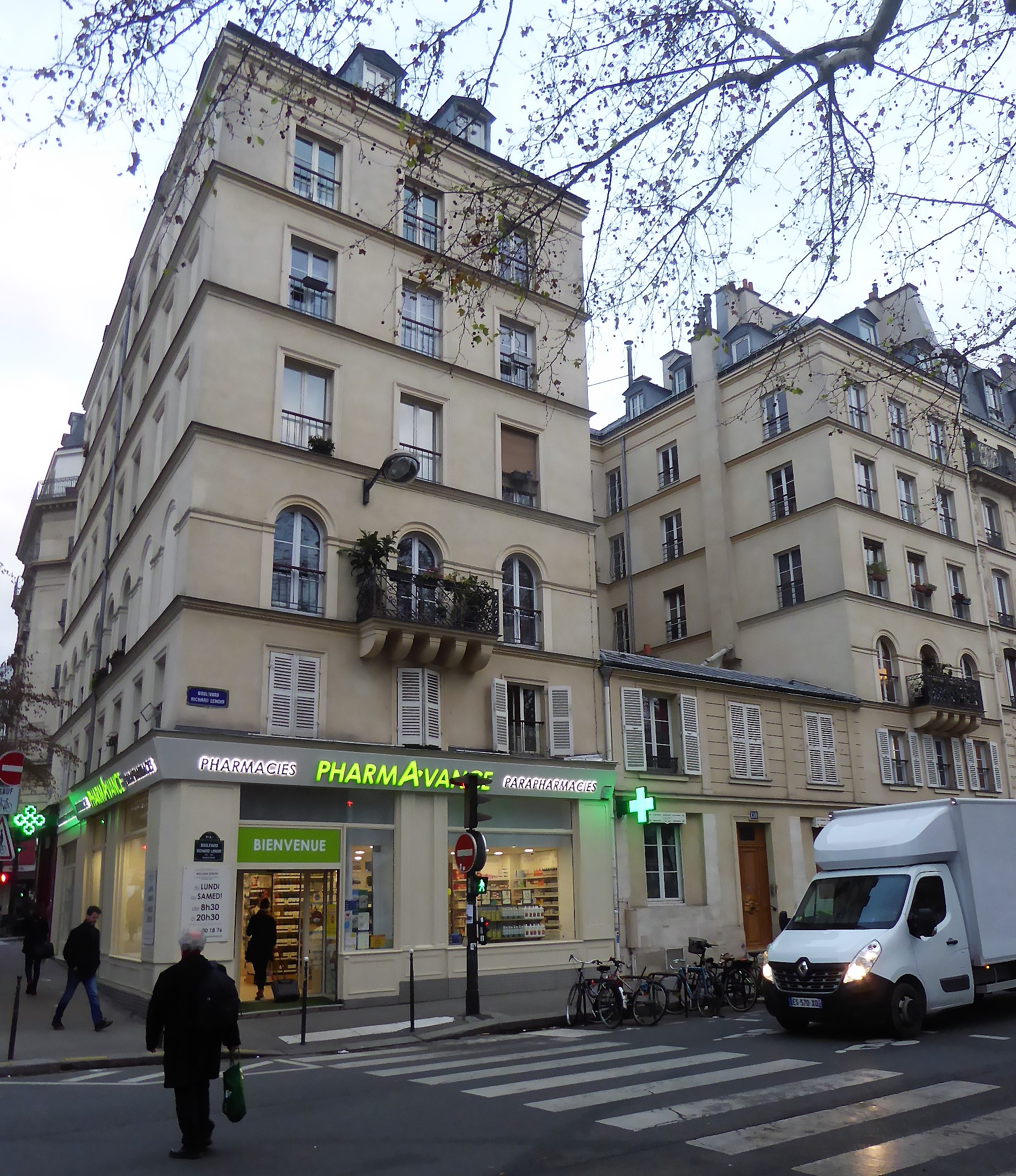
130, boulevard Richard-Lenoir.

Sous le Second Empire, le quartier est traversé par deux grandes voies haussmanniennes l’avenue de la République et le boulevard Voltaire. La place de la République absorbe la partie nord de la rue des Fossés-du-Temple (actuelle rue Amelot), du boulevard Voltaire à la rue du Faubourg-du-Temple. La partie nord de la rue de Malte, entre l’avenue de la République et la rue du Faubourg-du-Temple qui était restée sur le tracé sinueux de l’ancienne ruelle du Marais-du-Temple, a été rectifiée et élargie. Le canal Saint-Martin a été recouvert en 1859 par le boulevard Richard-Lenoir, en 1906 par le boulevard Jules-Ferry.

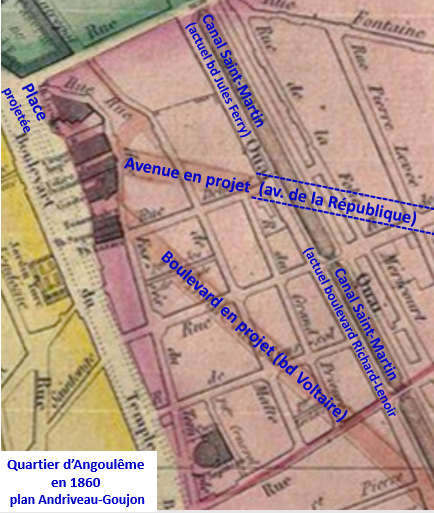
Le quartier en 1860 avec les projets de percements de nouvelles voies.

### Le quartier auXXIesiècle
Actuellement, le quartier est assez animé avec de nombreux commerces diversifiés aux rez-de-chaussée mais n’a ni d’identité ni centre en l’absence de la place qui avait été projetée à l’origine. Il apparaît principalement comme un lieu de passage sur les grands axes haussmanniens, boulevard Richard-Lenoir et boulevard Jules-Ferry sur la couverture du canal Saint-Martin, avenue de la République, boulevard Voltaire, entourés de rues secondaires, la rue Amelot, seule quelque peu pittoresque.
La majorité des immeubles date de la première moitié du XIXe siècle sur les rues secondaires, et de la seconde moitié de ce siècle sur les grands axes, à de rares exceptions de constructions de la fin du XVIIIe siècle dans la rue Amelot et de quelques édifices isolés du XXe siècle. Le Cirque d’hiver et l’immeuble du 136, rue Amelot sont les seuls monuments historiques du quartier.

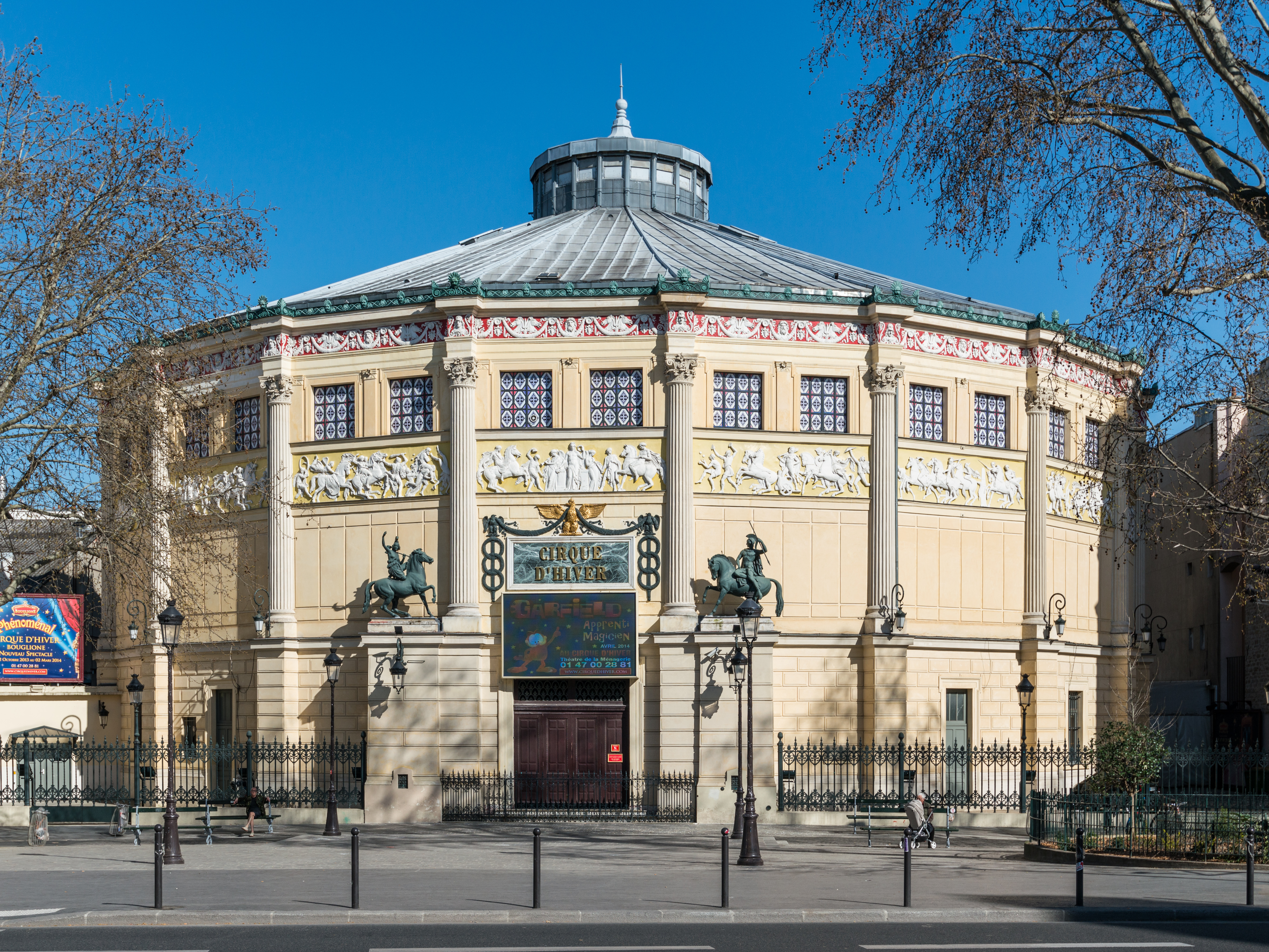
Cirque d’hiver.
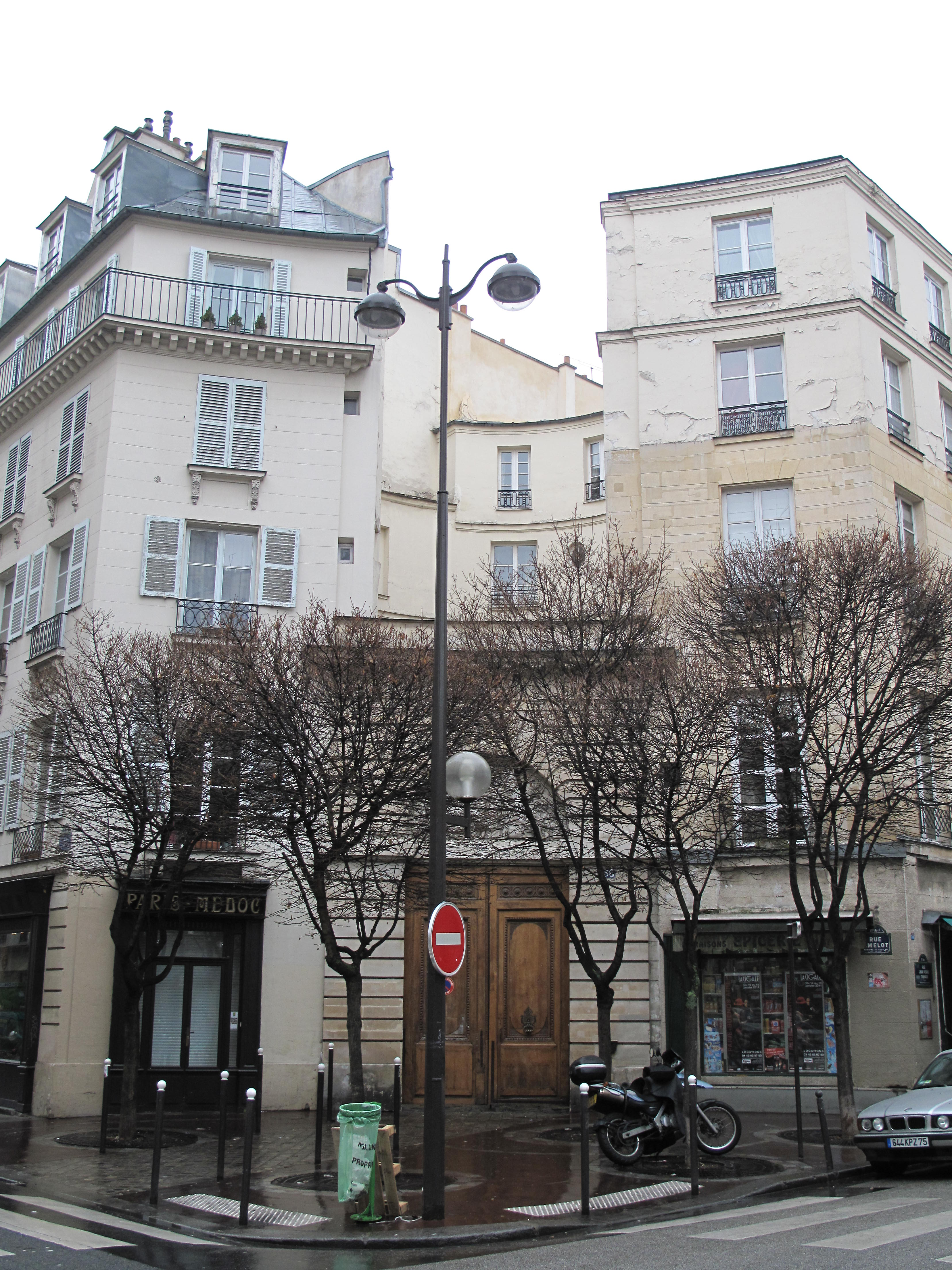
Immeuble de 1778 du 136, rue Amelot.